# S3RL

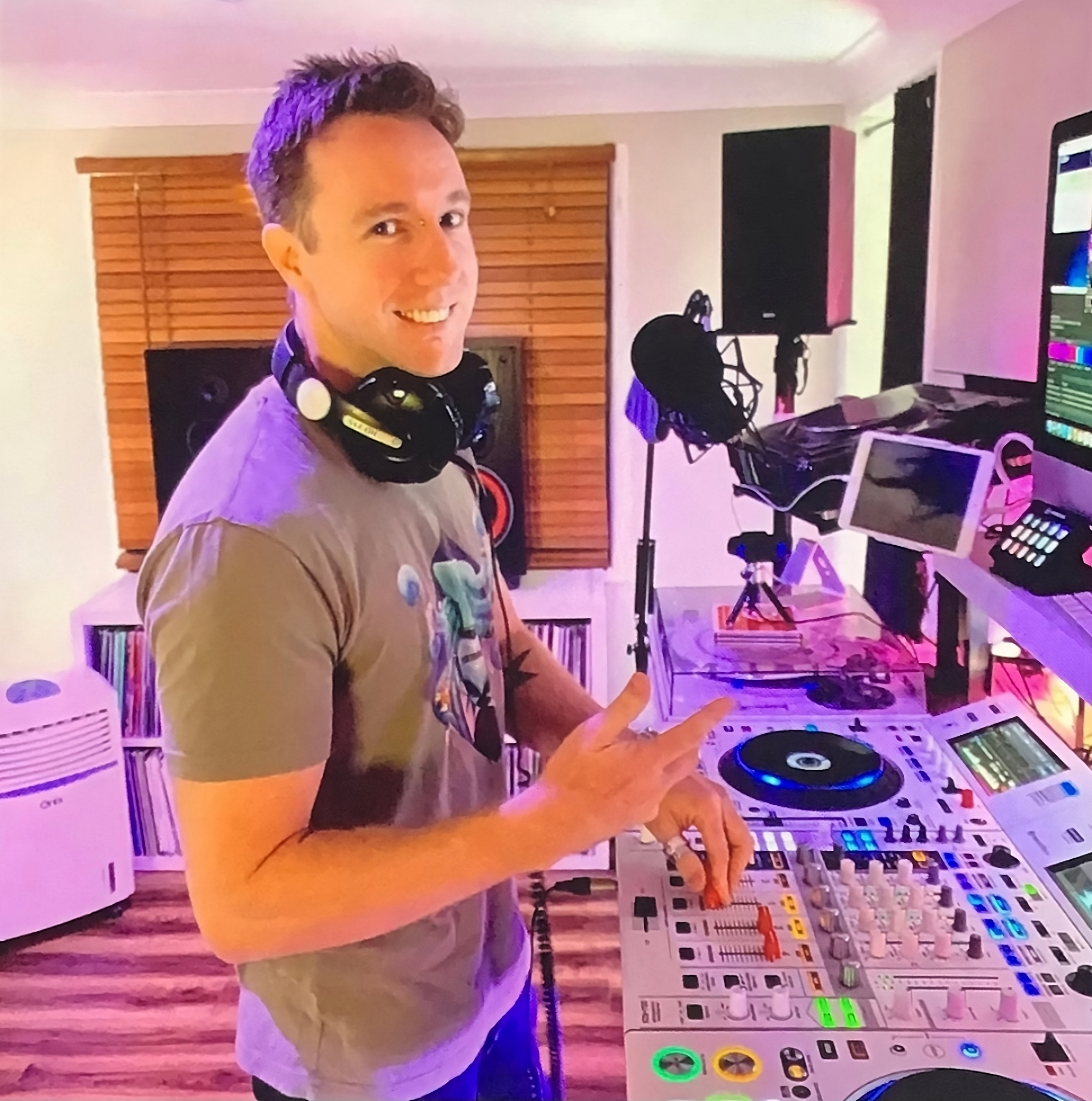
S3RL

Jole Richard Hughes (* 17. Dezember 1981), bekannt unter dem Künstlernamen S3RL (gesprochen: Sörl), ist ein australischer Hardcore-DJ, Musikproduzent, Sänger und Musiker aus Brisbane.

## Karriere
Hughes ist ein Happy-Hardcore-Musiker aus Brisbane und tritt als S3RL (oder DJ S3RL) auf. Der Bühnenname S3RL geht auf den Ausdruck arserl zurück, den seine Cousins als abgeschwächte Form der australischen Beleidigung arsehole benutzten. Um Kraftausdrücke zu vermeiden, begannen sie ihn arserl zu nennen; laut Hughes blieb der Begriff hängen und wurde sein Bühnenname.
Einer von Hughes’ berühmtesten Songs ist Pretty Rave Girl (2006), der die Melodie von Daddy DJ von der französischen Tanz-Gruppe mit demselben Namen hat. S3RLs Songs kommen in einigen UK Hardcore Compilations vor, wie z. B. die Bonkers series. Ein paar seiner anderen Werke sind Fantasy Land, Raver Dimension, Rainbow Girl, Friendzoned, Sek C Raver, Little Kandi Raver, Pika Girl, Keep on Raving Baby, the Bass and the Melody, Dopamine, You Are Mine, Wont Let You Go, Bass Slut, Feel the Melody, All That I Need und MTC (auch bekannt als Masturbate To Cartoons).
Im Oktober 2010 war er DJ am inaugural Bam! Festival bei Ivory's Rock in Südost-Queensland.
Viele seiner Songs beziehen sich auf bekannte japanische Popkultur, wie z. B. anime, manga, hentai und Videospiele. In 2011 gründete er sein eigenes Plattenlabel EMFA Music, das alle seiner Werke veröffentlichte. Im Mai 2012 veröffentlichte das Label Press Play Walk Away als eine Single von S3RL und SynthWulf, der auch ein Happy Hardcore DJ war.
Im Februar 2015 wurde S3RL auf Platz 1658 auf den Official Global DJ Rankings gerankt (dj-rankings.com), das seine Rankings auf Faktoren wie Chart Rankings, DJ Kosten und Radio Airplay feststellt, während Mitte 2015 seine Single Genre Police (featuring Lexi), die in Australien in November letzten Jahres veröffentlicht wurde, Platz 10 auf den Norwegian singles charts erreichte.
Anfang 2018 kommunizierte Hughes, dass seine 2018-Tour die letzte sein würde, weil er mehr Zeit mit seiner Familie verbringen wolle. Auch wenn er damit geworben hat, dass es seine finalen Shows sind, sagte er, dass er vielleicht in mindestens zwei Jahren wieder auftreten will: „After 2018 I will not do any shows for at least a couple of years, then re-assess the situation to do the occasional show here and there. […] For example, if I was booked for a show in 2020 that I could bring my family along to I would consider it, but during the two years off I will not be doing any shows at home or away.“ Er sagte aber auch, dass seine Entscheidung keinen Einfluss auf seine Musikproduktion hat.
Im Februar 2020 entschied sich S3RL dazu, neue Vertragspartner zu suchen, die ihm helfen, neue Musik-Videos zu machen. Er rekrutierte Aurélien Dacher, einen französischen Beat-Produzent, und seitdem haben sie zusammen folgendes veröffentlicht: You Are Mine, Nasty, Dopamine, Wanna Fight Huh, The Bass & The Melody und S3RL Absolutely Presents.
Im Mai 2021 kündigte S3RL sein neues Musik-Label M4 Music mit der Veröffentlichung von Dance More (Atef Remix) am 14. Mai 2021 an.

## Privates
Hughes lebt mit seiner Frau Jodie und seinen zwei Söhnen in Brisbane, Queensland.